# Help Us Stranger
Help Us Stranger è il terzo album in studio del gruppo musicale statunitense The Raconteurs, pubblicato nel 2019.

## Tracce
Testi e musiche di Brendan Benson e Jack White, eccetto dove indicato.
1. Bored and Razed – 3:35
2. Help Me Stranger – 3:36
3. Only Child – 3:41
4. Don't Bother Me – 2:53
5. Shine the Light On Me – 3:28
6. Somedays (I Don't Feel Like Trying) – 4:06
7. Hey Gyp (Dig the Slowness) (Donovan cover) – 2:25 (Donovan Leitch)
8. Sunday Driver – 3:38
9. Now That You're Gone – 4:01
10. Live a Lie – 2:20
11. What's Yours Is Mine – 2:49
12. Thoughts and Prayers – 4:42

## Formazione
The Raconteurs
- Jack White – voce, chitarra, piano, sintetizzatore
- Brendan Benson – voce, chitarra, percussioni, armonica
- Jack Lawrence – basso, chitarra, sintetizzatore, cori
- Patrick Keeler – batteria, percussioni, cori

Altri musicisti
- Dean Fertita – piano, sintetizzatore, chitarra, organo
- Lillie Mae Rische – violino
- Scarlett Rische – mandolino
- Joshua V. Smith – cori, organo